# Hammer-on
L'hammer-on (o "legato ascendente") è una tecnica chitarristica che permette di passare da una nota più bassa ad una più alta (solitamente della stessa corda) senza l'utilizzo della mano destra (si tratta di pizzicato a dita o tocco plettrato), ma premendo con il dito della mano sinistra sul tasto corrispondente. Abbiamo così una prima nota suonata mediante la mano destra e la successiva legata alla precedente con l'aiuto della mano sinistra; questa tecnica è spesso seguita dal pull-off.